# Jan van Rijckenborgh

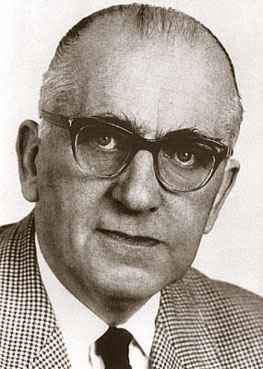
Jan van Rijckenborgh

Jan van Rijckenborgh (Pseudonym für Jan Leene; * 16. Oktober 1896 in Haarlem (Niederlande); † 17. Juli 1968) gründete 1946 das Lectorium Rosicrucianum mit Hauptsitz in Haarlem, Niederlande. Mitunter bezeichnete er sich als „Abgesandter der großen Lichtbruderschaft“.

## Leben

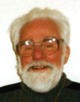
Sohn Henk Leene

Jan Leene kam aus einem evangelisch-reformierten Elternhaus. Mit seiner Frau Jo Ames hatte er zwei Kinder, seine Tochter Els (später E.T. Hamelink-Leene) und sein Sohn Henk, die beide im Lectorium tätig wurden. Als Miterbe des elterlichen Textilgroßhandles interessierte er sich schon früh für Theologie. Bei dem reformierten Prediger Arnold Hendrik de Hartog (1869–1938), der für einen vernunftgemäßen Glauben eintrat, hörte er unter anderem vom Gedankengut Jakob Böhmes und nahm dessen Idee der zwei Naturordnungen (die menschliche, gefallene und die göttliche, ursprüngliche) auf. Bevor er aus der Kirche, die ihm dogmatisch erstarrt erschien, austrat, war Leene im Christlichen Verein Junger Männer aktiv. Beeinflusst wurde er zudem durch die Lehren des Philosophen Eduard von Hartmann (1842–1906).

### Mitgliedschaft in der Rosicrucian Fellowship
Im April/Mai 1924 schloss sich Leene mit seinem Bruder einer Amsterdamer Studiengruppe der aus dem O.T.O hervorgegangenen Rosicrucian Fellowship an. 1925 gründete er einen Verlag und eine Versandbuchhandlung, die sich ab 1928 „Publicatie Bureau van het Rozekruisers genootschap“ nannte, und ab 1927 die Monatszeitschrift „Het Rozekruis“ veröffentlichte. Als im Dezember 1929 die Leiterin der Amsterdamer Studiengruppe, die Lehrerin Agatha van Warendorp erkrankte, übernahmen die Gebrüder Leene die Vertretung. Nach ihrer Genesung verweigerten sie jedoch die Rückgabe der Leitungsposition an Frau van Warendorp. Die Streitigkeiten bezüglich dieses Führungswechsels wurden schließlich dem Hauptquartier der Rosicrucian Fellowship in Oceanside vorgetragen und von Augusta Foss zugunsten der Leenes beigelegt.
In dieser Zeit beschäftigten sich die Brüder mit den Texten der Theosophen Helena Petrovna Blavatsky, Max Heindel und Rudolf Steiner, mit den Rosenkreuzer-Manifesten und mit den Schriften von Comenius und Paracelsus.

### Ablösungsprozess der Fellowship
1933 mussten die Brüder Leene die von den Eltern geerbte Textilgroßhandlung aus Rentabilitätsgründen aufgeben. Stattdessen begannen sie mit der Vermarktung der Lehren Max Heindels, indem sie Raubdrucke seiner urheberrechtlich geschützten Bücher vertrieben. Die Gebrüder Leene setzten sich damit über Heindels Verfügung hinweg, wonach keine Beiträge erhoben und Heindels Lehrmaterialien und Kurse nur kostenlos angeboten und weitergegeben werden durften. Ihre neue „Existenzgrundlage“, das Autonomiestreben ihres Haarlemer Zentrums und die Verstöße der Leenes gegen die amerikanischen Vereinsstatuten wurden im Hauptquartier in Oceanside jedoch zeitnah missbilligt, zumal die Niederländer auch die treuhänderisch vereinnahmten Fellowship-Spenden nicht mehr an die Weltzentrale abführten, um Gelder, über die eigens gegründete „Max Heindel-Stiftung“, zum Erwerb eines Haarlemer Zentrums in der Hedastraat 8 und für Immobilien in der Bakenessergracht abzuzweigen.

### Spiritistische Aufträge von „Unbekannten Oberen“
Jan Leene behauptete schon vor dem Zweiten Weltkrieg, als spiritistisches Channel-Medium mit Geistern kommunizieren zu können, denen gegenüber er weisungsgebunden sei. So bekundete er schon 1935, dass er auf Geheiß von „Unbekannten Oberen“ einer unsichtbaren Rosenkreuzer Bruderschaft die globale Leitung der Rosicrucian Fellowship zu übernehmen habe, was jedoch scheiterte: Am 27. März 1935 schrieben Jan Leene und sein Bruder Zwier Willem alle ihnen bekannten internationalen Adressen von Rosicrucian-Fellowship-Ortsgruppen und Studenten an. In diesem Rundschreiben behaupteten sie, von einem unsichtbaren „Orden vom Rosenkreuz“ den Auftrag erhalten zu haben, die Rosicrucian Fellowship (Rosenkreuzer-Gemeinschaft) zu übernehmen, um die international zerrüttete Rosicrucian-Fellowship vor dem Untergang zu bewahren. So teilte man den Schülern und Prüflingen der Rosicrucian Fellowship weltweit mit, dass es sich für sie gehören würde, sich, ohne zu zögern, der niederländischen Gruppe anzuschließen. In diesem Schreiben behaupteten die Leenes, die Führung der esoterischen Arbeit des Weltwerkes der Rosicrucian Fellowship fortan innezuhaben, und dass man die neue Weltzentrale vorläufig in den Niederlanden angesiedelt sehen wollte. Die Fellowship-Studenten wurden in diesem Schreiben aufgefordert, Geld für einen Tempel-Neubau in den Niederlanden zur Verfügung zu stellen.

### Ende der Fellowhip-Ära
- Am 5. April 1935 scheiterte ein Versuch der kalifornischen Fellowship-Zentrale, die niederländische Gruppe wieder stärker in die Gesamtorganisation einzubinden. Damit war der Endpunkt des Ablösungsprozesses der Haarlemer Gruppe von der Rosicrucian Fellowship erreicht.
- 1935 trennte sich die Leene-Gruppe von der Rosicrucian Fellowship – zusammen mit einer größeren Gruppe niederländischer Mitglieder – und arbeitete fortan selbständig weiter. 1935 schloss sich Catharose de Petri, die Jan Leene erstmals 1930 begegnete, der Gruppe der Leene-Brüder an.

### Hinwendung zum Manichäismus
1936 entdeckten die Leene-Brüder die gnostische Gruppierung der Manichäer und gaben ihrer Gruppe nun den Namen „Manichäer-Orden“. Im Anschluss an den Manichäismus proklamierte Leene eine Transfigurationsmethode zur Wiedergeburt und Erneuerung des Menschen, der ein planmäßiger Untergang des eigenen Selbst und der Ich-Bezogenheit vorangehen müsse. Diese Methode bezeichnete Leene als „Endura“ – ein Begriff, den er dem Wortschatz der mittelalterlichen Albigenser und Katharer entnahm.

### Gründung der „Jakob Böhme Gesellschaft“
- Am 17. Juli 1938 verstarb sein Bruder Zwier Willem Leene nach einem Herzinfarkt, woraufhin Jan die Leitung übernahm.
- 1941 legte Jan Leene den Namen „Rosenkreuz“, und die parallel beibehaltenen alten Heindel-Firmennamen „Rozenkruisers Genootschap“ (= „Rosenkreuzer-Genossenschaft“) und „Max Heindel Stichting“ (= „Max Heindel Stiftung“) ab, da Frau Heindel zwar auf eine Strafanzeige verzichtet hatte, Leene aber nicht mehr befugt war, das rosenkreuzlerische und theosophische Gedankengut Max Heindels zu vertreten. Fortan nannte sich seine Gruppe „Jakob-Böhme-Gesellschaft“.[11][12][13]

## Deutsche Besatzungszeit 1940–1945
Während der Kriegsjahre 1940 bis 1945 betätigte sich Jan Leene als Buchhändler. Während des gesamten Krieges verschickte er seine Van-Rijckenborgh-Briefe an einen kleinen Interessentenkreis. Zusätzlich gab er bis 1944 in unregelmäßigen Abständen die Zeitschrift Nieuw religieuze Orientering (Neue religiöse Orientierung) heraus. In deren Ausgabe vom 22. November 1944 gab er bekannt, dass er wegen kriegsbedingtem Strommangel seine Druckmaschinen stilllegen und deshalb die normalerweise wöchentlichen Auslieferungen seiner Bücher einstellen muss.

## Gründung des Lectorium Rosicrucianum nach dem Zweiten Weltkrieg
1946 gründete Jan Leene in Haarlem das Lectorium Rosicrucianum. Diese Gruppe ging aus der „Niederländischen Theosophischen Vereinigung“ (Nederlandsche Theosofische Vereeniging) hervor.
Von nun an nannte er sich Jan van Rijckenborgh und widmete sich ausschließlich dem Aufbau des Lectorium Rosicrucianum, das mit Beginn der 1950er Jahre auch in Deutschland Anhänger fand.

### Ernennung zum Großmeister
1954 reiste Leene mit seiner Assistentin Henriette Stok-Huizer in die südfranzösischen Pyrenäen, wo sie sich mit dem Lokalhistoriker und Leiter des Fremdenverkehrsamtes von Ornolac-Ussat-les-Bains, Antonin Gadal, anfreundeten, der sich als „Hüter des katharischen Erbes“ des 20. Jahrhunderts ausgab. Gadal, der im Lectorium als der letzte Patriarch der vorangegangenen Katharer-Bruderschaft bezeichnet wird, übertrug den beiden Niederländern im Verlaufe der weiteren Zusammenarbeit das (geistige) Erbe der Katharer des Hochmittelalters, indem er sie in der von diesen Gruppen vertretenen dualistischen Lehre unterrichtete, und stellte dadurch ihre zukünftige Arbeit in einen Zusammenhang mit den Albigenser des Mittelalters. Als neues Kirchenoberhaupt des Lectorium ernannte Gadal in einer seiner ersten Amtshandlungen Jan Leene zum Großmeister und seine Assistentin Henriette Stok-Huizer zur Archidiakonesse.

### Heilsverständnis
Leene vertrat ein Heilssystem, für welches er die Begriffe Transmutation und Transfiguration verwandte. Die für seine Anhänger entwickelte Lehre forderte eine strikte Ablehnung alles "Fremden" und eine zunehmende Einseitigkeit.

### Aquariuskonferenzen und Tod
Ab 1963 hatte Leene für die kommenden sieben Jahren jeweils eine Jahrestagung mit programmatischem Anspruch, die so genannten Aquariuskonferenzen, geplant. Allerdings musste dieser Zyklus nach der fünften Jahrestagung beendet werden, da Rijckenborgh 1968 verstarb. Zu den Tagungsorten zählten Renova/Niederlande (1963), Calw (1964), Bad Münder (1965), Basel (1966) und Toulouse (1967). Eine Zusammenfassung dieser Aquariuskonferenzen wurde in den fünf Bänden „Apokalypse der neuen Zeit“ (Haarlem 1964–1968) veröffentlicht.
1965 erklärte Jan Leene seinen Sohn Henk Leene zu seinem Nachfolger als Großmeister des von ihm gegründeten Lectorium Rosicrucianum. Kurz vor seinem Tod beklagte er, dass seine Arbeit wohl umsonst gewesen sei, weil man seine Mission nicht verstanden hätte. Gemäß Henk Leene habe sein Vater Jan einige Wochen vor seinem Tod geäußert, dass seine Arbeit und sein spiritueller Auftrag missglückt seien.

## Kritik
Der Religionswissenschaftler Marcel Messing bescheinigt Rijckenborgh tragische Missverständnisse, völlige Ahnungslosigkeit und „Unwissenheit hinsichtlich des Buddhismus und Lamaismus“: Rijckenborgh hielt die Tibeter in LR-Broschüren für eine riesige Weltmacht, die von einer aus dem alten Atlantis entlehnten Schwarzen Magie beherrscht werde, mit der die halbe Welt in Bann gehalten wird, was durch den Einmarsch der Chinesen offenkundig geworden sei und er prophezeite, es würde daraufhin zu einer ganzen Reihe weltweit spürbarer merkwürdiger Entwicklungen kommen. Laut Messing zeigen diese Ideen, dass Rijckenborgh keinerlei Einblick in ethnologische, religiöse und politische Zusammenhänge Tibets gehabt habe und Rijckenborgh besser geschwiegen hätte. In seinen negativen Auslassungen über Tibet und seine Bewohner und dem als Anti-Buddha gesehenen Dalai Lama habe Rijckenborgh den theosophischen Mahatma-Glauben mit Verschwörungstheorien zu einem sehr ambivalenten Tibet verschmolzen, wie es auch in mancherlei Nazi-Literatur geschehe.

## Werke und Vorträge
Nach dem Krieg veröffentlichte Leene 1946 erstmals unter dem Pseudonym Jan van Rijckenborgh das Buch Dei Gloria Intacta, in dem er sein Einweihungsschema vorstellte, welches im Lectorium Rosicrucianum praktisch jedoch nicht angewandt wurde und in dem er die 7 Einweihungen anhand der Johannes-Offenbarungen erläutert. Der Titel des Buches ist das Motto des Grabgewölbes des Christian Rosencreutz aus der Fama Fraternitatis mit der Bedeutung „Die Glorie Gottes ist unantastbar.“, was dem Motto der Jesuiten: „Alles zum höchsten Ruhme Gottes“ ähnelt. (lat.: omnia ad majorem dei gloriam)
Er schrieb eine große Anzahl von Ansprachen und Vorträgen, die zu etwa 40 Schriften und Büchern zusammengefasst wurden, die die Grundlage seiner Organisation bildeten. Unter anderem kommentierte er Übersetzungen der Rosenkreuzer-Manifeste und hermetischer Schriften. Beispielsweise verfasste Jan Leene zur nur 23 Seiten umfassenden Fama Fraternitatis einen 400 Seiten umfassenden Kommentar. Er widmete sich auch der Untersuchung von Teilen der gnostischen Strömung, wobei er, beeinflusst durch den Volksschullehrer Antonin Gadal aus Ornolac-Ussat-les-Bains (Frankreich), seine Gruppe als geistigen Erben und Nachfolger der mittelalterlichen, provenzalischen Katharer-Sekte bezeichnete.

### Interpretation der Rosenkreuzer-Urschriften

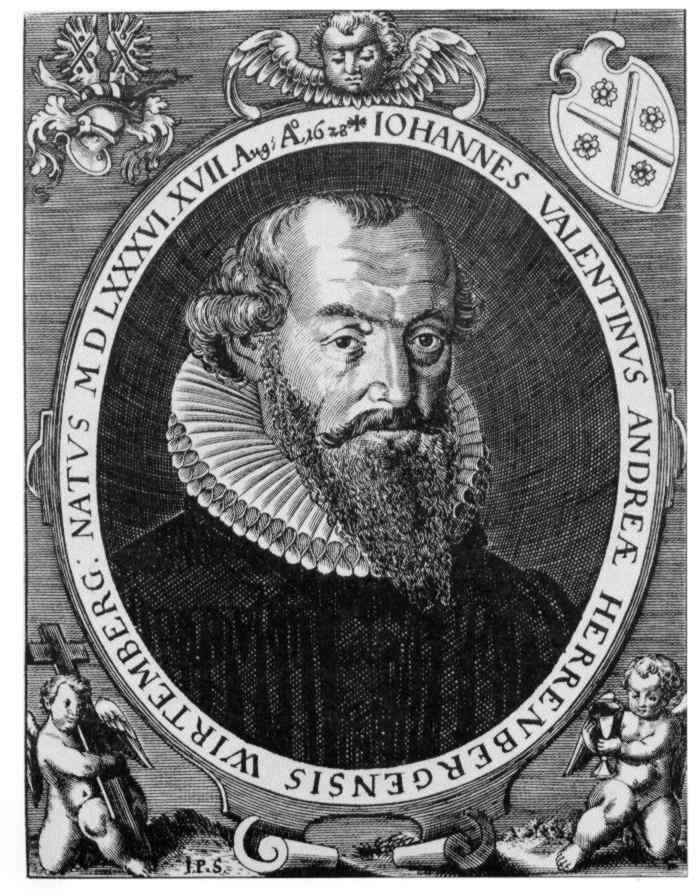
Der Verfasser der Rosenkreuzer-Manifeste Johann Valentin Andreae (1586–1654) im Alter von 42 Jahren

In der Doktrin des LR gehören die drei anonymen Rosenkreuzer-Urschriften aus dem 17. Jahrhundert zum Gegenstand der Betrachtung, als deren Verfasser der Theologe Andreae angenommen wird. Andreae schildert in den Legenden seiner 1614 erschienenen Fama die fiktive Gründung eines Rosenkreuzer-Ordens im 14. Jahrhundert, den Historiker mit dem Kunstbegriff „ältere Rosenkreuzer“ umschreiben. Entgegen der herrschenden Meinung in der Geschichtswissenschaft, die in Andreaes Manifesten der Rosenkreuzer politische Programmschriften für eine christliche Reform von Gesellschaft und Wissenschaftsbetrieb, bzw. eine romanhafte Allegorie mit autobiografischen Elementen sieht, führt das LR das Erscheinen dieser Manifeste auf das gezielte Wirken befreiter Gottmenschen einer unsichtbaren „Universellen Bruderschaft“ in der Übernatur zurück.
Rijckenborgh übersetzte die Fama, die Confessio, sieben Kapitel aus Christianopolis und die Chymische Hochzeit ins Niederländische und versah sie mit sehr umfangreichen Interpretationen und Kommentaren, die heute zum Lehrmaterial des LR zählen. So verfasste er beispielsweise zur 23-seitigen Edition der Fama Fraternitatis einen 400 Seiten langen Kommentar.
Der Bezug Rijckenborghs zu den „alten Rosenkreuzern“ ist jedoch ambivalent. So gehört das LR zu den wenigen Rosenkreuzergruppen, die die legendäre Figur Christian Rosencreutz nicht für einen Menschen des 15. Jahrhunderts hält, sondern sinnbildlich für den Prototyp einer gottmenschlichen Wesenheit, die durch den Prozess einer Geistseelenentwicklung verwirklicht werden könne. Dabei geht das LR von der Prämisse aus, Rijckenborgh habe Andreaes Rosenkreuzer-Urschriften des Barock dechiffriert und dabei eine vollständige Übereinstimmung mit seiner eigenen Weltanschauung festgestellt. Daraus folgerte das LR, dass insbesondere Rijckenborgh der Abgesandte einer jung-gnostischen „Universellen Bruderschaft“ sei, der die Mission der legendären Figur Christian Rosenkreuz fortsetze.

## Werke (auf Deutsch)
Die Werke Jan van Rijckenborghs sind im (hauseigenen) Verlag Rozekruis-Pers in Haarlem erschienen.
- Die Bruderschaft von Shamballa, 1950; 3. überarb. A. 1980, ISBN 90-70053-63-2.
- Dei Gloria Intacta. Das christliche Einweihungsmysterium des heiligen Rosenkreuzes für das neue Zeitalter, 1953.
- Der kommende neue Mensch, 1954; 5. überarb. A. 2006, ISBN 90-6732-093-5.
- Elementare Philosophie des modernen Rosenkreuzes, 1955.
- Das Problem der Krebskrankheit und ihre dreifache transfiguristische Heilung, 1955.
- Der universelle Pfad, 1955.
- Die große Umwälzung, 1955.
- Die universelle Gnosis, 1955.
- Das neue Zeichen, 1955.
- Die Gnosis in aktueller Offenbarung, 1956.
- Die Ägyptische Urgnosis und ihr Ruf im ewigen Jetzt. 4 Bände.
- Die Geheimnisse der Bruderschaft des Rosenkreuzes, 3 Bände:
  - Der Ruf der Bruderschaft des Rosenkreuzes. Esoterische Analyse der Fama Fraternitatis R. C.
  - Das Bekenntnis der Bruderschaft des Rosenkreuzes. Esoterische Analyse der Confessio Fraternitatis R. C., 1980.
  - Die alchimische Hochzeit von Christian Rosenkreuz. Esoterische Analyse der Chymischen Hochzeit Christiani Rosencreutz anno 1459. 2 Teile 1967, ISBN 90-6732-152-4 und 1976, ISBN 90-6732-056-0; Teil 1 auch bei Goldmann, München 1980, ISBN 3-442-11725-9.
- Das Mysterium der Seligpreisungen, 2. A. 1960.
- Das Nykthemeron des Apollonius von Thyana. 4. überarb. A. 1992, ISBN 90-6732-080-3.
- Die Apokalypse der neuen Zeit. Fünf Aquarius-Erneuerungskonferenzen. 5 Bände 1963–67.
- Das Mysterium von Leben und Tod, 5. A. 1981.
- Der Keulenmensch. Ein Aufruf an junge Menschen.
- Demaskierung, 3. überarb. A. 1984, ISBN 90-6732-089-7.
- Es gibt keinen leeren Raum, 1977.
- Reveille! Weckruf zur fundamentalen Lebenserneuerung als Ausweg in einer aussichtslosen Zeit (mit Catharose de Petri), 1977.
- Das universelle Heilmittel.
- Christianopolis. Erklärung von sieben Kapiteln von Republicae Christianopolitanae Descriptio von Johann Valentin Andreae, 1978, ISBN 90-70196-36-0.
- Das Licht der Welt. Ausschnitte aus der Bergpredigt, 1981.
- Ein neuer Ruf.
- Die chinesische Gnosis. Kommentare zum Tao Teh King von Lao Tse (mit Catharose de Petri), 1988, ISBN 90-6732-026-9.
- Das Lichtkleid des Neuen Menschen (mit Catharose de Petri), 1988, ISBN 90-6732-029-3.
- Der befreiende Pfad des Rosenkreuzes (mit Catharose de Petri), 1990.
- Der neue Merkurstab (mit Catharose de Petri), 1991.